# Srđan Vujmilović
Srđan Vujmilović (Banja Luka, 14. maj 1994) srpski je samouki umetnik i fotograf. 
Njegov rad zasniva se na fotografisanju prirode i arhitekture, portretne fotografije, astrofotografije, i mnogih drugih. Između ostalog, uspješno se bavi i light paintingom, timelapse fotografijom, videografijom i grafičkim dizajnom. 
Fotografisanjem se bavi od 2012. godine, a njegove fotografije predstavljaju koncept koji pruža gledaocima mogućnost da pobjegnu iz užurbane gradske napetosti i postanu jedno sa mjestima koja dozvoljavaju da se kroz njih spozna prirodu koja ih okružuje, kao i to da je ona prisutna u svemu, svakoj ulici, šumi, pogledu, zalasku sunca ili jutarnjoj magli. Kako kaže, svojim fotografijama želi da zaboravimo na usamljenost i postajemo svjesni sebe.
Živi u Aleksandrovcu, Republika Srpska, Bosna i Hercegovina 

## Izložbe
Srđan je dosad imao tri izložbe gdje je predstavio svoj rad. Iskoristio je svaku priliku koja mu se ukazala i samim tim odlučio je da pokrene mnogo projekte, među kojima je i druga samostalna izložbapod nazivom Unique Vision. Promovišući sveopšti koncept tolerancije i i jedinstva čovjeka sa prirodom, Srđan je na izložbi predstavio 64 fotografije. Izložba je ispraćena velikim medijskim interesovanjem. Zvanični sponzor izložbe bio je Canon. 

## Nagrade i priznanja
Pobjednik je na prestižnom fotografskom takmičenju Rovinj PhotoDays 2017, gdje je u 'Landscape' kategoriji osvojio prvo mesto. 
Njegov rad je primećen od strane mnogih, među kojima su firma Canon, forumi kao što su Buka, eTrafika, www.banjaluka.com, www.banjalucanke.com, Mojabanjaluka.info, BB Portal, Banjaluka.net,Moja Banjaluka, Srpska Cafe, Karike, kao i novine Blic, Dani, Nezavisne Novine.
Gostovao je i u mnogim televizijskim emisijama poput Jutarnji program BN televizije, Jutarnji program RTRS televizije , kao i u emisiji Žikina Šarenica.
Njegovi radovi su takođe objavljeni u svetskim magazinima Practical Photography Magazine i Photography Masterclass Magazine, kao i na portalima poput Discovery Channel i National Geographic.

## Spoljašnje veze
- Srđan Vujmilović na Facebook
- Srđan Vujmilovićna Instagram